# Tilia obscura
Tilia obscura är en malvaväxtart som beskrevs av Hand.-mazz.. Tilia obscura ingår i släktet lindar, och familjen malvaväxter. Inga underarter finns listade i Catalogue of Life.